# Állatnevekről elnevezett tárgyak listája

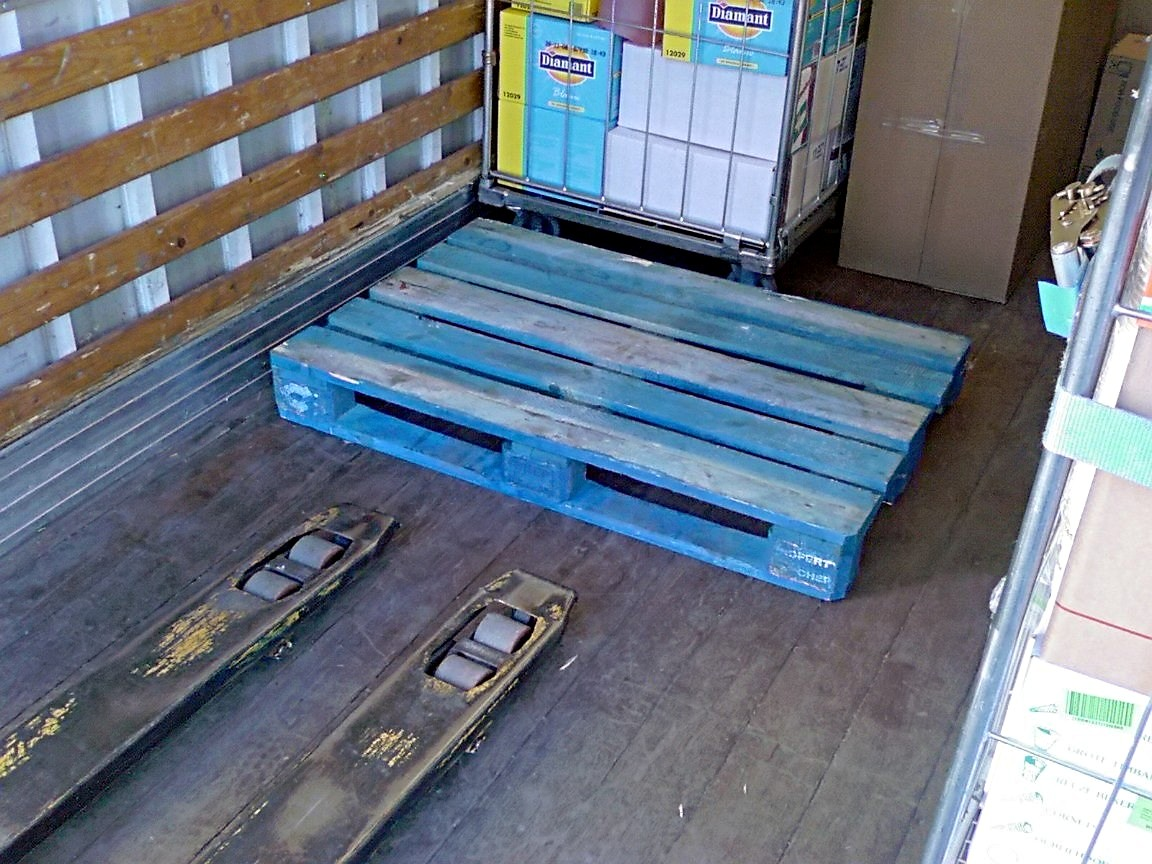
Béka villája

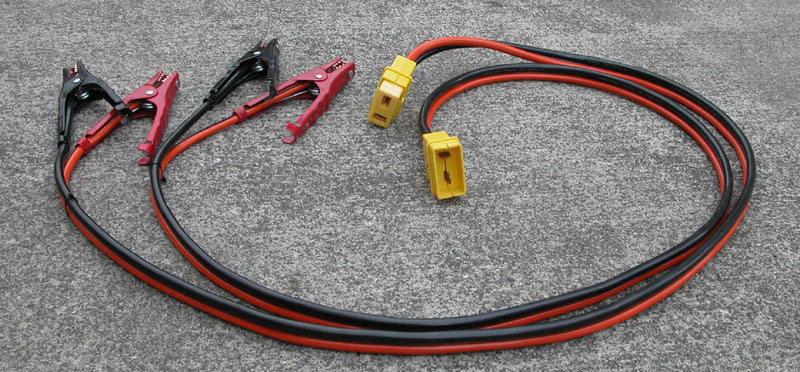
Bikakábel, krokodilcsipesszel a végén

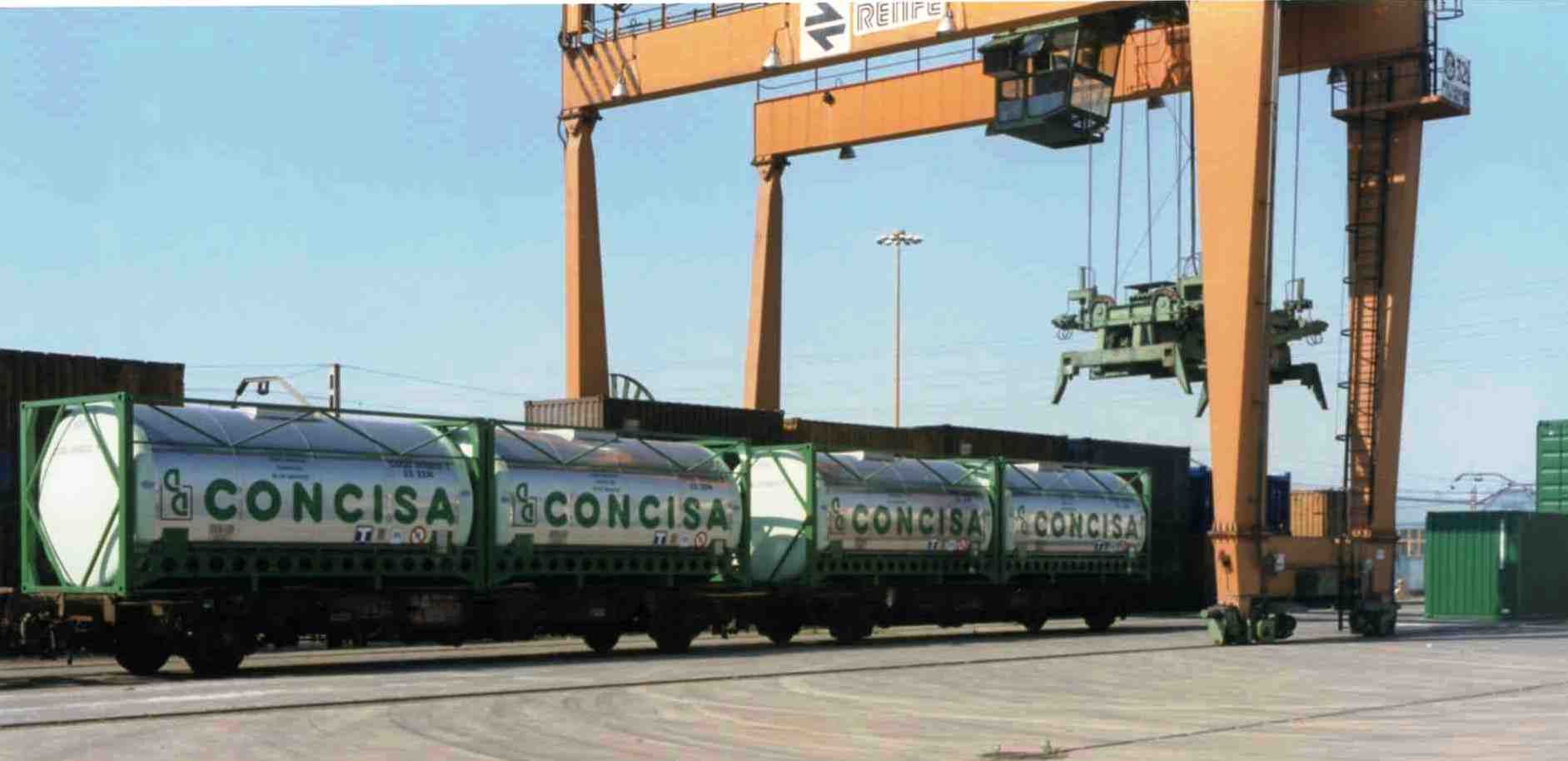
Daru és futómacskája

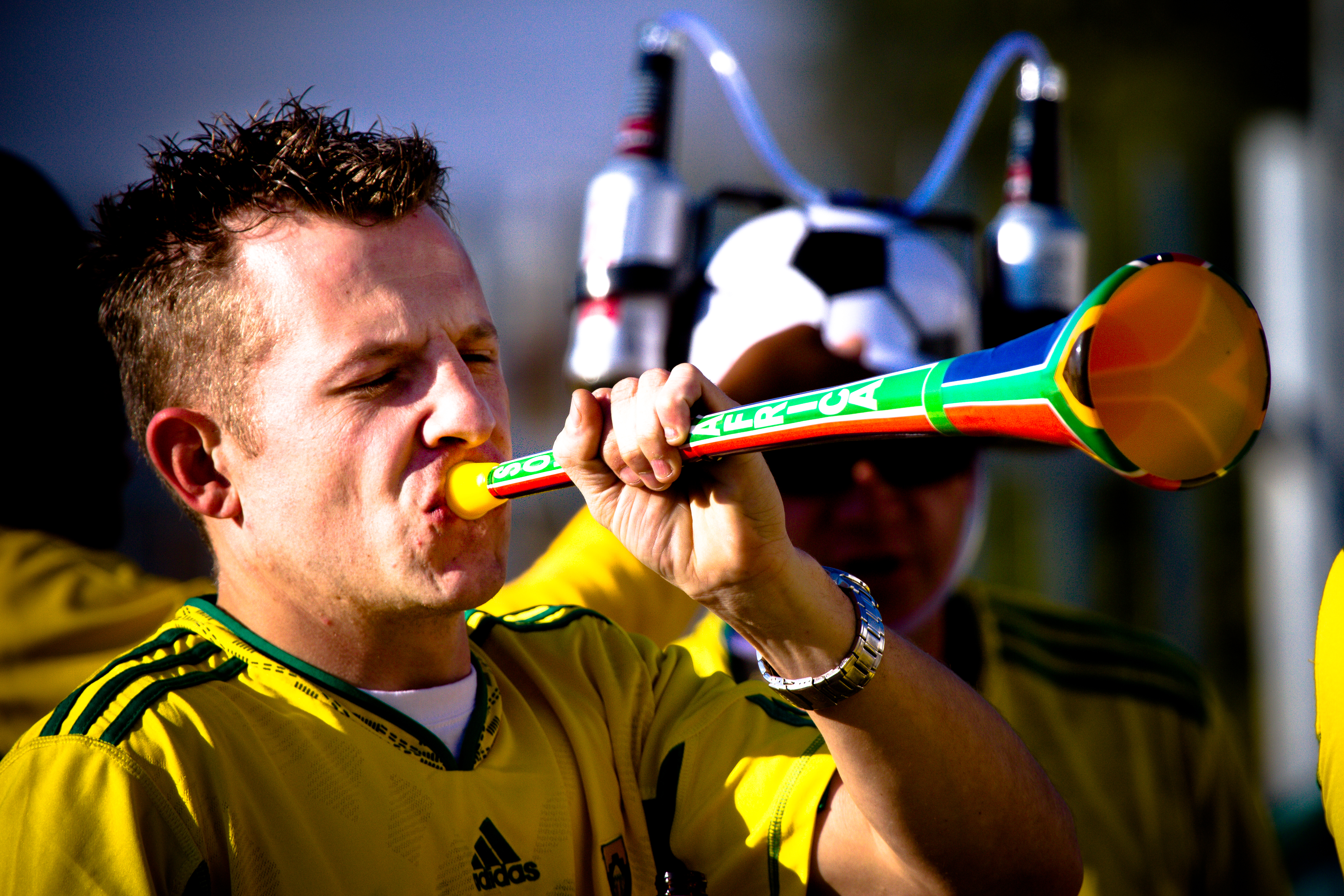
Darázskürt

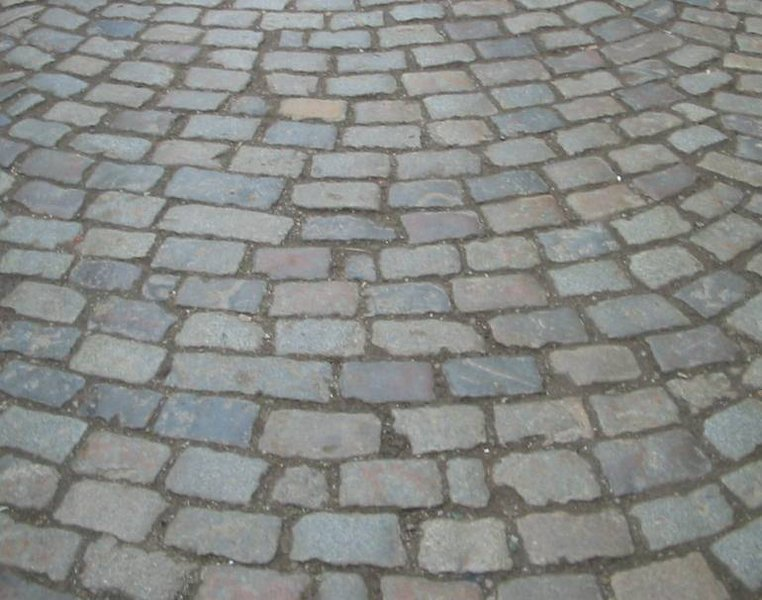
Macskakő

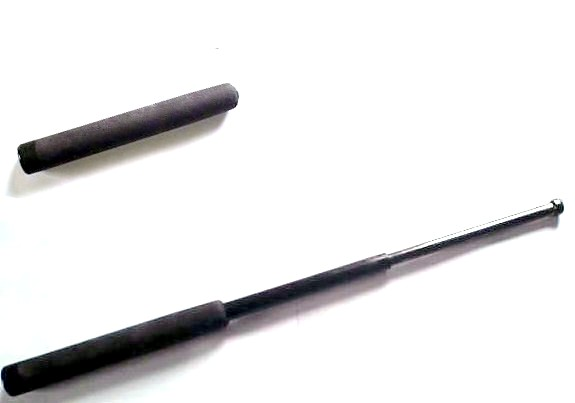
Vipera

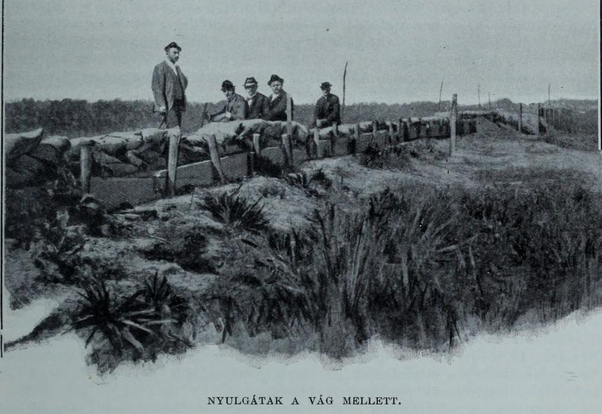
Nyúlgát (1899)

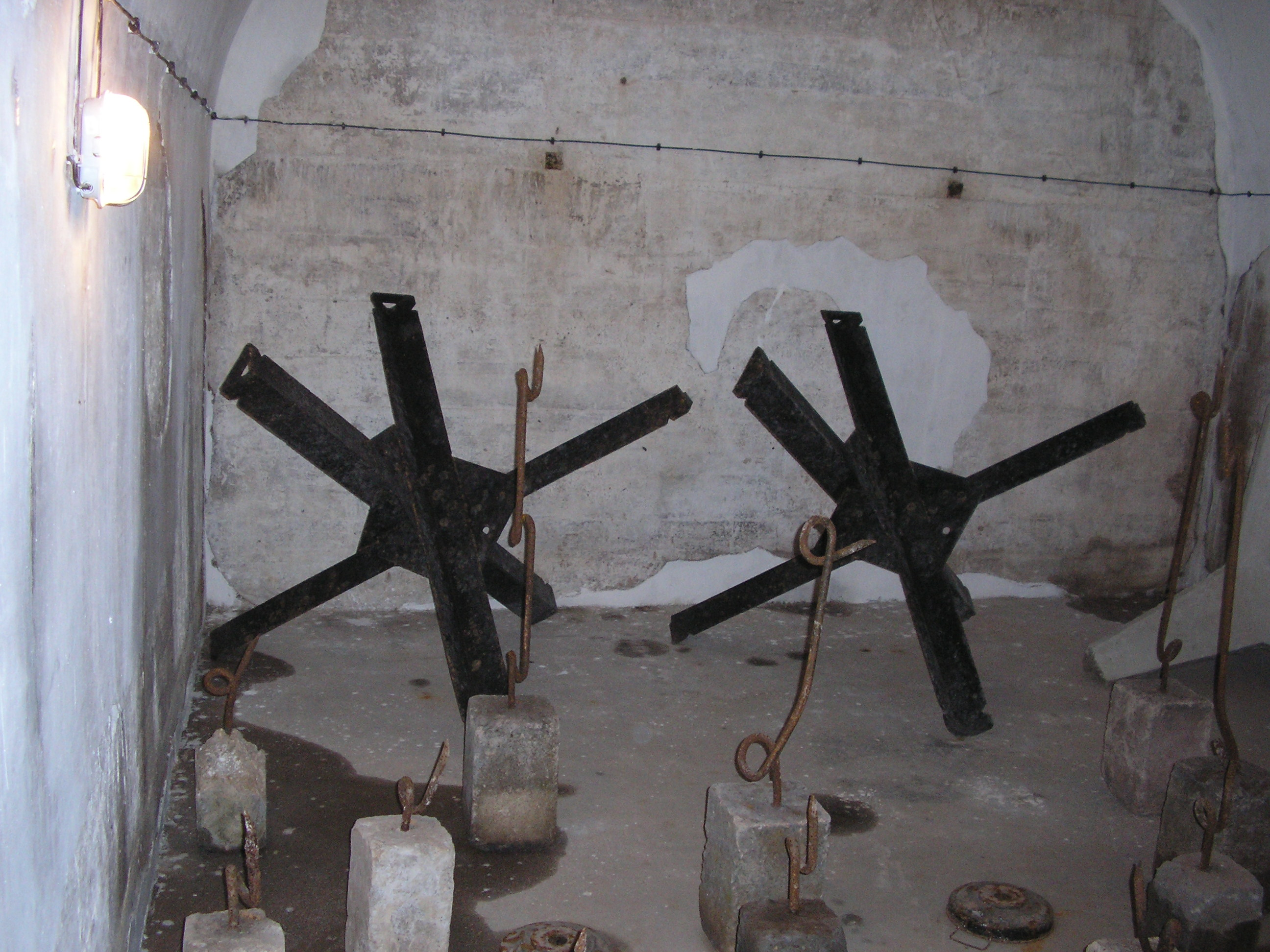
Cseh sün

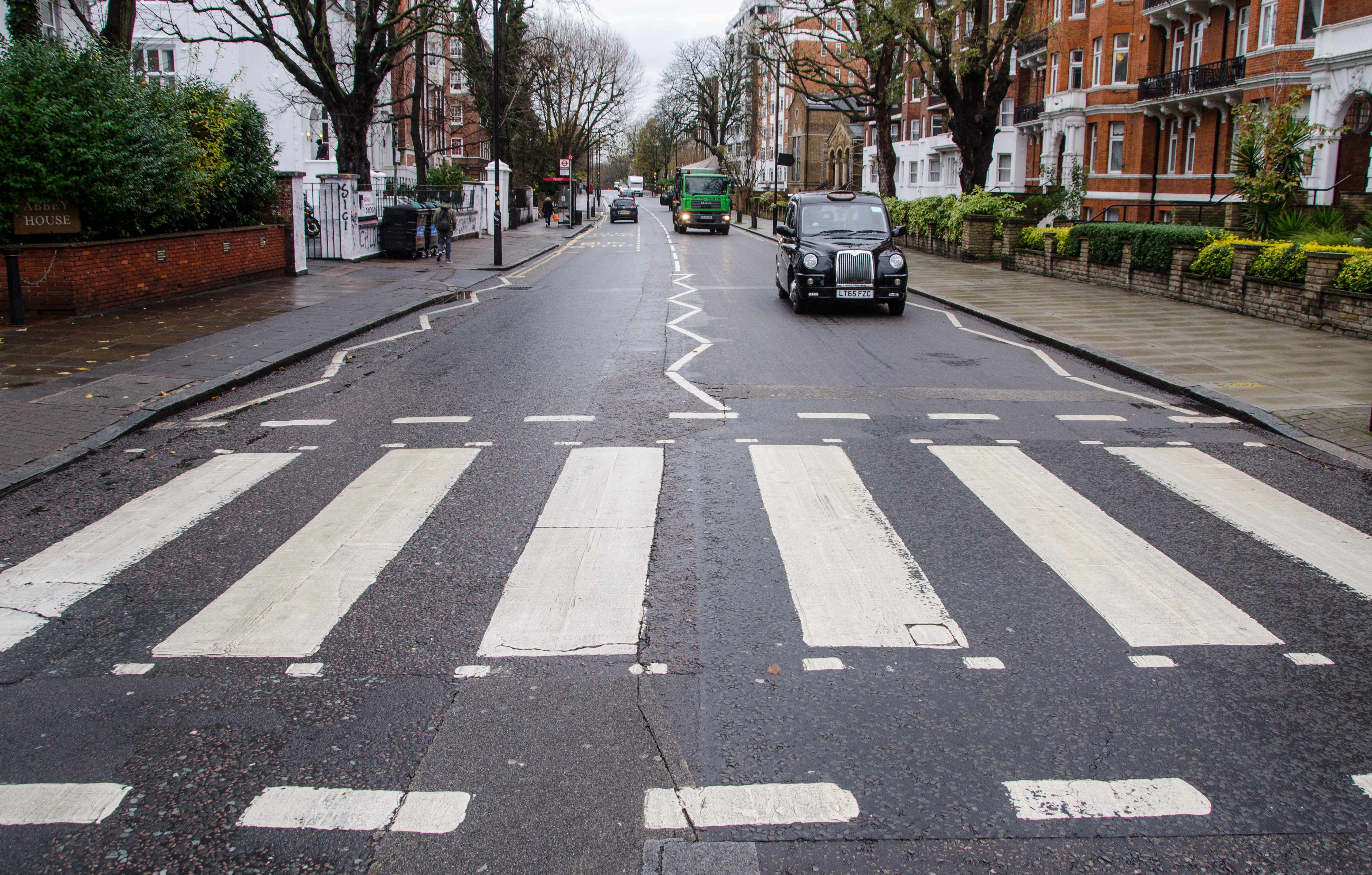
Zebra (London - Abbey Road)

A hétköznapi és a műszaki zsargonban vagy szlengben több tárgy – önállóan vagy szóösszetételben – állatok nevét viseli.
| Állat neve | Tárgy neve         | Leírás                                                                 |
| ---------- | ------------------ | ---------------------------------------------------------------------- |
| bagoly     | bagolyfészek       | rendetlen, elhanyagolt, sötét lakás                                    |
| bagoly     | bagolyvár          | elhagyatott, komor, barátságtalan épület                               |
| bak        | emelőbak           | egyszerű emelőgép                                                      |
| bak        | fűrészbak          | fűrészeléshez használt állvány                                         |
| béka       | béka               | hidraulikus dugattyús kézi vagy elektromos emelőgép                    |
| béka       | béka               | ütős hangszer                                                          |
| béka       | békanyúzó          | életlen, vacak kés                                                     |
| béka       | békalencse         | kontyvirágfélék családjába tartozó növény                              |
| béka       | békanyál           | zöldmoszatok egyik formája                                             |
| béka       | villanybéka        | elektromos emelőgép                                                    |
| bika       | bika               | kétágú kötélrögzítő szerkezet vitorláshajókon                          |
| bika       | bikacsök           | bika hímvesszőjéből készített, fegyverként használt bot                |
| bika       | bikakábel          | jármű segédakkumulátorról történő indításához használt kábel           |
| bogár      | Bogár              | német gyártmányú személygépkocsi-típus (Volkswagen Bogár)              |
| bolha      | bolhapiac          | régiségek, használt tárgyak kirakodóvására                             |
| borjú      | borjú              | régen a katonai hátizsák neve volt                                     |
| cica       | porcica            | porból, szemétből összeállt piszok                                     |
| csiga      | csiga              | tengely körül forgó tárcsa, egyszerű gép                               |
| csiga      | csigafúró          | csigavonalszerűen kiképzett élű fúró                                   |
| csiga      | csigahangláda      | akusztikai eszköz                                                      |
| csiga      | csigaház           | radiális ventilátor és örvényszivattyú állórésze                       |
| csiga      | csigakerék         | csavarmenetes csigával hajtott fogaskerék                              |
| csiga      | csigamaró          | csiga- és némely másféle kerékre fogakat maró szerszám                 |
| csiga      | csigasor           | mozgó- és állócsigákból összetett emelő                                |
| csuka      | csuka              | cipő                                                                   |
| darázs     | darázskürt         | vuvuzela                                                               |
| darázs     | darázsfészek       | sütemény, kelt tészta                                                  |
| daru       | daru               | nagy teherbírású emelőgép                                              |
| egér       | egér               | kézi mutatóeszköz a számítástechnikában                                |
| gém        | daru gém           | daru mozgatható tartószerkezete                                        |
| farkas     | farkasfog          | fűrész kifelé hajló foga                                               |
| farkas     | farkasfog          | gerenda végén levő, összeillesztéshez alkalmazott csap                 |
| farkas     | farkasfog          | zászló szélén körbefutó, háromszögekből álló mintázat                  |
| fecske     | fecske             | háromszög alakú férfi úszónadrág (régies szó)                          |
| fecske     | fecskefarkú zászló | egyik végén fecskefarok módjára kettéosztott zászló                    |
| fecske     | fecskerakás        | döngöléssel kialakított fal                                            |
| fóka       | fóka               | felmosórongy                                                           |
| gólya      | gólyaláb           | hosszú faláb                                                           |
| görény     | csőgörény          | kézi csatornatisztító                                                  |
| hal        | halszem            | nagylátószögű optika                                                   |
| harcsa     | harcsabajusz       | kétoldalt hosszan lelógó bajusz                                        |
| hattyú     | hattyúnyak         | flexibilis cső (például esőcsatornánál)                                |
| hernyó     | hernyótalp         | lánctalp                                                               |
| hód        | hódfarkú cserép    | félköríves vágású tetőcserép                                           |
| kacsa      | kacsa              | vizeletürítéshez használt kórházi edény                                |
| kacsa      | Kacsa              | francia gyártmányú személygépkocsi-típus (Citroën 2CV)                 |
| kagyló     | telefonkagyló      | telefon egybeépített fülhallgatója és mikrofonja                       |
| kagyló     | WC-kagyló          | vízöblítéses illemhely porcelán vagy öntöttvas edénye                  |
| kakas      | kakas              | régi kézi lőfegyver alkatrésze                                         |
| kakas      | kakasülő           | színházban a legmagasabban levő és ezért legolcsóbb helyek             |
| kígyó      | csőkígyó           | csavarvonal alakba hajlított hosszabb cső                              |
| kígyó      | csőkígyó           | gyűrűs burkolatú hajlékony cső (gégecső)                               |
| kos        | kos                | törőgép ütőszerszáma (például: cölöpverő kos)                          |
| krokodil   | krokodilcsipesz    | elektromos csatlakozást szorítással lehetővé tevő eszköz               |
| kutya      | fakutya            | téli sporteszköz                                                       |
| kutya      | kutya              | bányában kis csille                                                    |
| kutya      | kutyabőr           | a címeres levél régies elnevezése                                      |
| kutya      | kutyanyelv         | hosszúkás jegyzetpapír                                                 |
| kutya      | vaskutya           | sütéshez használt vasállvány                                           |
| ló         | hintaló            | gyerekek hintázására való játék                                        |
| ló         | ló                 | tornaszer, melyen a lólengést mutatják be                              |
| ló         | lónyál             | cukros üdítők nem túl szofisztikált megnevezése                        |
| mackó      | mackó              | melegítő- vagy tréningruha                                             |
| mackó      | mackó              | páncélszekrény                                                         |
| macska     | futómacska         | kézi vagy elektromos haladómű                                          |
| macska     | pormacska          | nagyobb szemétdarab köré gyűlő porcica                                 |
| macska     | vasmacska          | hajó rögzítésére szolgáló horgony                                      |
| macska     | macskaasztal       | a többiektől elkülönülten ülő/ültetett személy asztala                 |
| macska     | macskakő           | utak, terek burkolására használt (legtöbbször bazalt) kockakő          |
| macska     | macskanadrág       | ruhadarab (előfordul cicanadrág formában is)                           |
| macska     | macskanyelv        | babapiskóta formájú csokoládétermék                                    |
| macska     | macskaszem         | általában jármű hátulján található, a fényt pirosan visszaverő felület |
| madár      | madártej           | tojásból és tejből készített édesség                                   |
| malac      | konyhamalac        | ételdaráló gép                                                         |
| malac      | malaclopó          | hosszú, bő kabát                                                       |
| malac      | malacpersely       | malac alakú persely                                                    |
| medve      | medve              | kovácsológép ejtőszerszáma                                             |
| medve      | medvecukor         | édesgyökér kivonatából készült édesség                                 |
| nyúl       | nyúlgát            | rögtönzött, alacsony földgát                                           |
| nyúl       | műnyúl             | barlangász aláöltözet                                                  |
| ökör       | ökörszem           | ovális alakú ablak                                                     |
| ökör       | ökörnyál           | pókfajták hosszú, a szélben lebegő, szállongó fonadéka                 |
| öszvér     | öszvérhíd          | felül betonból, alul acélból készült híd                               |
| pillangó   | pillangókés        | speciálisan nyíló kés                                                  |
| pók        | gumipók            | két végén kampókkal ellátott gumikötél                                 |
| pók        | dákóemelő pók      | biliárdban a dákó emeléséhez használt eszköz                           |
| poloska    | poloska            | apró, elektronikus lehallgató eszköz                                   |
| róka       | rókafarkfűrész     | kézi vagy elektromos fűrész                                            |
| sas        | sas                | akasztóként használt horog, karika                                     |
| sas        | sasfa              | függőleges fa tartóoszlop                                              |
| sas        | sasszeg            | gép, szerkezet alkatrészét rögzítő, a végén kétfelé hajlítható szeg    |
| sas        | sasszem            | lakat beakasztására való (kettős) karika, horog                        |
| sikló      | sikló              | különleges vasúti pálya, illetve jármű                                 |
| sün        | cseh sün           | acélgerendákból összehegesztett tankcsapda                             |
| szamár     | szamárhátív        | felül egy kissé homorú ívekben találkozó csúcsív                       |
| szamár     | szamárfül          | könyvlap meggyűrődött vagy behajtott sarka                             |
| szamár     | drótszamár         | a kerékpár tréfás neve                                                 |
| tigris     | tigrisszem         | egyfajta kvarckristály                                                 |
| tyúk       | tyúkszemtapasz     | tyúkszem kezelésére szolgáló tapasz                                    |
| vipera     | vipera             | kézifegyverként használt teleszkópos fémbot                            |
| zebra      | zebra              | gyalogátkelőhely                                                       |